# Darius Vassell
Pour les articles homonymes, voir Vassell.
Darius Vassell, né le 13 juin 1980 à Sutton Coldfield, près de Birmingham (Angleterre), est un ancien joueur international anglais, qui évoluait au poste d'attaquant.
Darius Vassell a signé un contrat de deux ans avec Ankaragücü en 2009, mais l'expérience s'est mal passée.

## Biographie

### En club
Fils de parents jamaïcains, Darius Vassell rejoint le centre de formation d'Aston Villa en 1996 et c'est le 23 août 1998 que Vassell fait ses débuts en championnat contre Middlesbrough. Connu pour son agilité et pour sa vitesse.

### En sélection nationale
Vassel possède 22 sélections (6 buts) en équipe d'Angleterre. Sa première sélection a eu lieu le 13 février 2002 lors d'un match face aux Pays-Bas. Sa dernière sélection a eu lieu en 2004.

## Statistiques
| Saison                | Club                  | Championnat           | Championnat | Championnat | Coupe(s) nationale(s) | Coupe(s) nationale(s) | Compétition(s) continentale(s) | Compétition(s) continentale(s) | Compétition(s) continentale(s) | Angleterre | Angleterre | Total | Total |
| Saison                | Club                  | Division              | M.          | B.          | M.                    | B.                    | Comp.                          | M.                             | B.                             | M.         | B.         | M.    | B.    |
| 1998-1999             | Aston Villa           | Premier League        | 6           | 0           | 2                     | 0                     | C3                             | 3                              | 2                              | -          | -          | 11    | 2     |
| 1999-2000             | Aston Villa           | Premier League        | 11          | 0           | 6                     | 0                     | -                              | -                              | -                              | -          | -          | 17    | 0     |
| 2000-2001             | Aston Villa           | Premier League        | 23          | 4           | 4                     | 1                     | C4                             | 3                              | 0                              | -          | -          | 30    | 5     |
| 2001-2002             | Aston Villa           | Premier League        | 36          | 12          | 2                     | 0                     | C4+C3                          | 5+1                            | 2+0                            | 8          | 3          | 52    | 17    |
| 2002-2003             | Aston Villa           | Premier League        | 33          | 8           | 4                     | 3                     | C4                             | 2                              | 0                              | 6          | 1          | 45    | 12    |
| 2003-2004             | Aston Villa           | Premier League        | 32          | 9           | 7                     | 1                     | -                              | -                              | -                              | 8          | 2          | 47    | 12    |
| 2004-2005             | Aston Villa           | Premier League        | 21          | 2           | 1                     | 1                     | -                              | -                              | -                              | -          | -          | 22    | 3     |
| Sous-total            | Sous-total            | Sous-total            | 162         | 35          | 26                    | 6                     | -                              | 14                             | 4                              | 22         | 6          | 224   | 51    |
| 2005-2006             | Manchester City       | Premier League        | 36          | 8           | 5                     | 2                     | -                              | -                              | -                              | -          | -          | 41    | 10    |
| 2006-2007             | Manchester City       | Premier League        | 32          | 3           | 4                     | 2                     | -                              | -                              | -                              | -          | -          | 36    | 5     |
| 2007-2008             | Manchester City       | Premier League        | 27          | 6           | 5                     | 0                     | -                              | -                              | -                              | -          | -          | 32    | 6     |
| 2008-2009             | Manchester City       | Premier League        | 8           | 0           | 1                     | 0                     | C3                             | 6                              | 1                              | -          | -          | 15    | 1     |
| Sous-total            | Sous-total            | Sous-total            | 103         | 17          | 15                    | 4                     | -                              | 6                              | 1                              | -          | -          | 124   | 22    |
| 2009-2010             | MKE Ankaragücü        | Süper Lig             | 22          | 4           | 3                     | 0                     | -                              | -                              | -                              | -          | -          | 25    | 4     |
| Sous-total            | Sous-total            | Sous-total            | 22          | 4           | 3                     | 0                     | -                              | -                              | -                              | -          | -          | 25    | 4     |
| 2010-2011             | Leicester City        | Championship          | 31          | 4           | 1                     | 0                     | -                              | -                              | -                              | -          | -          | 32    | 4     |
| 2011-2012             | Leicester City        | Championship          | 13          | 2           | 0                     | 0                     | -                              | -                              | -                              | -          | -          | 13    | 2     |
| Sous-total            | Sous-total            | Sous-total            | 44          | 6           | 1                     | 0                     | -                              | -                              | -                              | -          | -          | 45    | 6     |
| Total sur la carrière | Total sur la carrière | Total sur la carrière | 331         | 62          | 45                    | 10                    | -                              | 20                             | 5                              | 22         | 6          | 418   | 83    |

### Buts en sélection
| Buts en sélection de Darius Vassell | Buts en sélection de Darius Vassell | Buts en sélection de Darius Vassell | Buts en sélection de Darius Vassell | Buts en sélection de Darius Vassell | Buts en sélection de Darius Vassell | Buts en sélection de Darius Vassell |
| #                                   | Date                                | Lieu                                | Adversaire                          | Score                               | Résultats                           | Compétitions                        |
| ----------------------------------- | ----------------------------------- | ----------------------------------- | ----------------------------------- | ----------------------------------- | ----------------------------------- | ----------------------------------- |
| 1                                   | 13 février 2002                     | Amsterdam, Pays-Bas                 | Pays-Bas                            | 1-1                                 | 1-1                                 | Match amical                        |
| 2                                   | 17 avril 2002                       | Liverpool, Angleterre               | Paraguay                            | 3-0                                 | 4-0                                 | Match amical                        |
| 3                                   | 26 mai 2002                         | Kobe, Japon                         | Cameroun                            | 1-1                                 | 2-2                                 | Match amical                        |
| 4                                   | 2 avril 2003                        | Sunderland, Angleterre              | Turquie                             | 1-0                                 | 2-0                                 | Éliminatoires Euro 2004             |
| 5                                   | 5 juin 2004                         | Manchester, Angleterre              | Islande                             | 4-1                                 | 6-1                                 | Match amical                        |
| 6                                   | 5 juin 2004                         | Manchester, Angleterre              | Islande                             | 6-1                                 | 6-1                                 | Match amical                        |